# اندرو وود
اندرو وود (انگلیسی: Andrew Wood؛ ۸ ژانویهٔ ۱۹۶۶ – ۱۹ مارس ۱۹۹۰) یک موسیقی‌دان اهل ایالات متحده آمریکا بود. وی بین سال‌های ۱۹۸۰ تا ۱۹۹۰ میلادی فعالیت می‌کرد. او خواننده اصلی گروه‌های مادر لاو بون و ملفانکشن بود. او همچنین به خاطر آندروجینی‌ بودنش شناخته شده بود. وی در ۱۶ مارس ۱۹۹۰ به خاطر مصرف بیش از حد هروئین از دنیا رفت.